# مجتبی عبداللهی
مجتبی عبداللهی (زادهٔ ۱۳۴۵ تهران) سیاستمدار و مدیر اجرایی ایرانی است که از سال ۱۴۰۰ به‌عنوان استاندار استان البرز فعالیت می‌کند. عبداللهی در جلسه ۱۶ آبان ۱۴۰۰ از دولت سیزدهم به‌عنوان استاندار البرز رأی اعتماد گرفت. انتصاب عبداللهی به سمت استانداری البرز در دولت سید ابراهیم رئیسی صورت گرفت و در دولت چهاردهم هم ابقا شد.

## زندگی‌نامه
عبداللهی متولد سال ۱۳۴۵ در تهران و دارای مدرک دکترای علوم سیاسی گرایش مطالعات بین‌الملل (منطقه‌ای) و کارشناسی ارشد مدیریت دولتی است.